# Maumee (reka)
Reka Maumee (izgovarja se /mɔːˈmiː/) (Shawnee Hotaawathiipi; Miami-Illinois Taawaawa siipiiwi) je reka, ki teče v srednjem zahodu Združenih držav od severovzhodne Indiane do severozahodnega Ohia in Erijskega jezera. Nastane ob sotočju rek St. Joseph in St. Marys River, kjer se je razvil Fort Wayne, Indiana in vijuga proti severovzhodu 220 km skozi kmetijsko območje ledeniških moren, preden se izlije v zaliv Maumee jezera Erie. 
Mesto Toledo, Ohio je ob ustju reke Maumee. Maumee je bila 18. julija 1974 razglašena za slikovito reko zvezne države Ohio. Porečje Maumee je žitnica Ohia; dve tretjini predstavljajo kmetijska zemljišča, večinoma koruza in soja. Je največje porečje od vseh rek, ki napajajo Velika jezera in zagotavlja pet odstotkov vode za jezero Erie.